# آبي ماي
آبي ماي (بالإنجليزية: Abby May)‏ هي عاملة إجتماعية أمريكية، ولدت في 8 أكتوبر 1800 في بوسطن في الولايات المتحدة، وتوفيت في 25 نوفمبر 1877 في كونكورد في الولايات المتحدة.